# R. Ernest Dupuy
Pour les articles homonymes, voir Dupuy.
Ne pas confondre avec l'écrivain français Ernest Dupuy
Richard Ernest Dupuy (né le 24 mars 1887 à New York dans l'État homonyme aux États-Unis et mort le 25 avril 1975 à Washington dans le District de Columbia) est un colonel, journaliste et historien militaire américain.

## Biographie
Né à New York, il devient reporter pour le New York Herald à l'âge de vingt ans. À ce poste, il monte les échelons jusqu'à être éditeur. Alors que les États-Unis entre en guerre, Dupuy prend le départ pour la France pour rejoindre le front. Entre les deux guerres, il fait des lectures à l'Académie militaire de West Point, poste qu'il quitte le 21 mars 1941 pour rejoindre le Département de la Guerre des États-Unis. Il a également été chargé des relations publiques de l'académie entre le 19 septembre 1938 et son départ, il remplaçait à ce poste le Col. F. A. March. Il occupera cependant un rôle plus important durant la Seconde Guerre mondiale où il est l'attaché de presse de Dwight D. Eisenhower. Ce sera d'ailleurs Dupuy qui envoie le communiqué qui annonce le succès du débarquement de Normandie. À l'époque, Dupuy est chef de la division de relation publiques du Supreme Headquarters Allied Expeditionary Force, poste qu'il détient depuis le 1er octobre 1942. Il est annoncé le 17 septembre 1944 que Dwight D. Eisenhower a demandé que Dupuy reçoive la Legion of Merit. Le 26 avril 1946, il reçoit officiellement la décoration.
Il est cependant mieux connu pour ses apports à la discipline de l'histoire militaire. The New York Times considère ses textes les plus importants comme étant Five Days to War, sur l'entrée en guerre des États-Unis dans la Seconde Guerre mondiale, et World in Arms, décrivant l'arsenal militaire mondial. The Encyclopedia Of Military History, rédigé avec son fils Trevor N. Dupuy et publié posthume dans le cas d'Ernest est également un livre important de la discipline, ce dernier regroupant une description des affrontements militaires de l'antiquité à l'ère contemporaine. L'encyclopédie a été critiquée par le Los Angeles Times comme étant partial en faveur d'un discours conservateur.
Dupuy meurt le 25 avril 1975 au Walter Reed Army Medical Center à Washington.

## Publications
La quatrième édition The Encyclopedia Of Military History attribut 23 ouvrages à R. Ernest Dupuy, dont sept rédigés avec son fils Trevor.

### En collaboration avec Trevor N. Dupuy
- The Encyclopedia Of Military History: From 3500 B.C. to the Present
- An Outline History of the American Revolution
- Compact History of the Revolutionary War
- Compact History of the Civil War
- Brave Men and Great Captains
- Military Heritage of America
- To the Colors

### En collaboration avec d'autres historiens
- Compact History of the Little Wars of the United States (avec William H. Baumer)
- Civilian Defense of the United States (avec Hodding Carter)
- If War Comes (avec George Fielding Eliot)

### Unique contributeur
- The National Guard
- Compact History of World War II
- Five Days to War
- Battle of Hubbardton
- Sylvanus Thayer
- Compact History of the United States Army
- Men of West Point
- Lion in the Way
- Where They Have Trod
- Perish by the Sword
- World in Arms
- Governors Island, 1637-1937
- With the 57th in France